# Mistrovství světa v judu 2015 – muži – lehká váha (-73 kg)
Zápasy v judu na XL. mistrovství světa v kategorii lehkých vah mužů proběhly v Astaně, 26. srpna 2015.

## Finále
| finále      |           |
| ----------- | --------- |
| Šóhei Óno   | Šóhei Óno |
| Riki Nakaja | Šóhei Óno |

## Opravy / O bronz
Poražení čtvrtfinalisté se utkávají mezi sebou v opravách. Vítězové oprav následně vyzvou poražené semifinalisty v boji o bronzovou medaili.
| opravy                 | o bronz                |                        |
| ---------------------- | ---------------------- | ---------------------- |
| Sagi Muki              | Sajndžargalyn Ňam-Očir | Sajndžargalyn Ňam-Očir |
| Sajndžargalyn Ňam-Očir | Sajndžargalyn Ňam-Očir | Sajndžargalyn Ňam-Očir |
|                        | Hong Kuk-hjon          | Sajndžargalyn Ňam-Očir |
| Ganbátaryn Odbajar     | Ganbátaryn Odbajar     | An Čang-im             |
| Miklós Ungvári         | Ganbátaryn Odbajar     | An Čang-im             |
|                        | An Čang-im             | An Čang-im             |

## Pavouk
|   | 1/128                | 1/64                   | 1/32                   | 1/16                   | čtvrtfinále            | semifinále    | finále      |
| - | -------------------- | ---------------------- | ---------------------- | ---------------------- | ---------------------- | ------------- | ----------- |
| A | volný los            | Sagi Muki              | Sagi Muki              | Sagi Muki              | Sagi Muki              | Šóhei Óno     | Šóhei Óno   |
| A | volný los            | Sagi Muki              | Sagi Muki              | Sagi Muki              | Sagi Muki              | Šóhei Óno     | Šóhei Óno   |
| A | volný los            | Dirk Van Tichelt       | Sagi Muki              | Sagi Muki              | Sagi Muki              | Šóhei Óno     | Šóhei Óno   |
| A | volný los            | Dirk Van Tichelt       | Sagi Muki              | Sagi Muki              | Sagi Muki              | Šóhei Óno     | Šóhei Óno   |
| A | Arthur Margelidon    | Arthur Margelidon      | Arthur Margelidon      | Sagi Muki              | Sagi Muki              | Šóhei Óno     | Šóhei Óno   |
| A | Vasim Abu-Ramila     | Arthur Margelidon      | Arthur Margelidon      | Sagi Muki              | Sagi Muki              | Šóhei Óno     | Šóhei Óno   |
| A | volný los            | Tommy Macias           | Arthur Margelidon      | Sagi Muki              | Sagi Muki              | Šóhei Óno     | Šóhei Óno   |
| A | volný los            | Tommy Macias           | Arthur Margelidon      | Sagi Muki              | Sagi Muki              | Šóhei Óno     | Šóhei Óno   |
| A | Pierre Duprat        | Pierre Duprat          | Pierre Duprat          | Kiyoshi Uematsu        | Sagi Muki              | Šóhei Óno     | Šóhei Óno   |
| A | Laša Šavdatuašvili   | Pierre Duprat          | Pierre Duprat          | Kiyoshi Uematsu        | Sagi Muki              | Šóhei Óno     | Šóhei Óno   |
| A | volný los            | Benjamin Waterhouse    | Pierre Duprat          | Kiyoshi Uematsu        | Sagi Muki              | Šóhei Óno     | Šóhei Óno   |
| A | volný los            | Benjamin Waterhouse    | Pierre Duprat          | Kiyoshi Uematsu        | Sagi Muki              | Šóhei Óno     | Šóhei Óno   |
| A | volný los            | Kiyoshi Uematsu        | Kiyoshi Uematsu        | Kiyoshi Uematsu        | Sagi Muki              | Šóhei Óno     | Šóhei Óno   |
| A | volný los            | Kiyoshi Uematsu        | Kiyoshi Uematsu        | Kiyoshi Uematsu        | Sagi Muki              | Šóhei Óno     | Šóhei Óno   |
| A | volný los            | Augusto Miranda        | Kiyoshi Uematsu        | Kiyoshi Uematsu        | Sagi Muki              | Šóhei Óno     | Šóhei Óno   |
| A | volný los            | Augusto Miranda        | Kiyoshi Uematsu        | Kiyoshi Uematsu        | Sagi Muki              | Šóhei Óno     | Šóhei Óno   |
| A | volný los            | Šóhei Óno              | Šóhei Óno              | Šóhei Óno              | Šóhei Óno              | Šóhei Óno     | Šóhei Óno   |
| A | volný los            | Šóhei Óno              | Šóhei Óno              | Šóhei Óno              | Šóhei Óno              | Šóhei Óno     | Šóhei Óno   |
| A | Saj Jinťinž'kala     | Saj Jinťinž'kala       | Šóhei Óno              | Šóhei Óno              | Šóhei Óno              | Šóhei Óno     | Šóhei Óno   |
| A | Mirali Šaripov       | Saj Jinťinž'kala       | Šóhei Óno              | Šóhei Óno              | Šóhei Óno              | Šóhei Óno     | Šóhei Óno   |
| A | volný los            | Alonso Wong            | Jorge Fernandes        | Šóhei Óno              | Šóhei Óno              | Šóhei Óno     | Šóhei Óno   |
| A | volný los            | Alonso Wong            | Jorge Fernandes        | Šóhei Óno              | Šóhei Óno              | Šóhei Óno     | Šóhei Óno   |
| A | volný los            | Jorge Fernandes        | Jorge Fernandes        | Šóhei Óno              | Šóhei Óno              | Šóhei Óno     | Šóhei Óno   |
| A | volný los            | Jorge Fernandes        | Jorge Fernandes        | Šóhei Óno              | Šóhei Óno              | Šóhei Óno     | Šóhei Óno   |
| A | volný los            | Vadim Šoka             | Vadim Šoka             | Vadim Šoka             | Šóhei Óno              | Šóhei Óno     | Šóhei Óno   |
| A | volný los            | Vadim Šoka             | Vadim Šoka             | Vadim Šoka             | Šóhei Óno              | Šóhei Óno     | Šóhei Óno   |
| A | volný los            | Alexej Nefedov         | Vadim Šoka             | Vadim Šoka             | Šóhei Óno              | Šóhei Óno     | Šóhei Óno   |
| A | volný los            | Alexej Nefedov         | Vadim Šoka             | Vadim Šoka             | Šóhei Óno              | Šóhei Óno     | Šóhei Óno   |
| A | volný los            | Jean-Pierre Adingra    | Jorgos Azoidis         | Vadim Šoka             | Šóhei Óno              | Šóhei Óno     | Šóhei Óno   |
| A | volný los            | Jean-Pierre Adingra    | Jorgos Azoidis         | Vadim Šoka             | Šóhei Óno              | Šóhei Óno     | Šóhei Óno   |
| A | volný los            | Jorgos Azoidis         | Jorgos Azoidis         | Vadim Šoka             | Šóhei Óno              | Šóhei Óno     | Šóhei Óno   |
| A | volný los            | Jorgos Azoidis         | Jorgos Azoidis         | Vadim Šoka             | Šóhei Óno              | Šóhei Óno     | Šóhei Óno   |
| B | volný los            | Dex Elmont             | Dex Elmont             | An Čang-im             | An Čang-im             | An Čang-im    | Šóhei Óno   |
| B | volný los            | Dex Elmont             | Dex Elmont             | An Čang-im             | An Čang-im             | An Čang-im    | Šóhei Óno   |
| B | volný los            | Sled Dowabobo          | Dex Elmont             | An Čang-im             | An Čang-im             | An Čang-im    | Šóhei Óno   |
| B | volný los            | Sled Dowabobo          | Dex Elmont             | An Čang-im             | An Čang-im             | An Čang-im    | Šóhei Óno   |
| B | volný los            | An Čang-im             | An Čang-im             | An Čang-im             | An Čang-im             | An Čang-im    | Šóhei Óno   |
| B | volný los            | An Čang-im             | An Čang-im             | An Čang-im             | An Čang-im             | An Čang-im    | Šóhei Óno   |
| B | volný los            | Igor Wandtke           | An Čang-im             | An Čang-im             | An Čang-im             | An Čang-im    | Šóhei Óno   |
| B | volný los            | Igor Wandtke           | An Čang-im             | An Čang-im             | An Čang-im             | An Čang-im    | Šóhei Óno   |
| B | volný los            | Nikola Gušić           | Nikola Gušić           | Nikola Gušić           | An Čang-im             | An Čang-im    | Šóhei Óno   |
| B | volný los            | Nikola Gušić           | Nikola Gušić           | Nikola Gušić           | An Čang-im             | An Čang-im    | Šóhei Óno   |
| B | volný los            | Magdiel Estrada        | Nikola Gušić           | Nikola Gušić           | An Čang-im             | An Čang-im    | Šóhei Óno   |
| B | volný los            | Magdiel Estrada        | Nikola Gušić           | Nikola Gušić           | An Čang-im             | An Čang-im    | Šóhei Óno   |
| B | volný los            | Mansur Isajev          | Mansur Isajev          | Nikola Gušić           | An Čang-im             | An Čang-im    | Šóhei Óno   |
| B | volný los            | Mansur Isajev          | Mansur Isajev          | Nikola Gušić           | An Čang-im             | An Čang-im    | Šóhei Óno   |
| B | Dastan Ykybajev      | Jakub Ječmínek         | Mansur Isajev          | Nikola Gušić           | An Čang-im             | An Čang-im    | Šóhei Óno   |
| B | Jakub Ječmínek       | Jakub Ječmínek         | Mansur Isajev          | Nikola Gušić           | An Čang-im             | An Čang-im    | Šóhei Óno   |
| B | volný los            | Rok Drakšič            | Rok Drakšič            | Rok Drakšič            | Sajndžargalyn Ňam-Očir | An Čang-im    | Šóhei Óno   |
| B | volný los            | Rok Drakšič            | Rok Drakšič            | Rok Drakšič            | Sajndžargalyn Ňam-Očir | An Čang-im    | Šóhei Óno   |
| B | volný los            | Serhij Drebot          | Rok Drakšič            | Rok Drakšič            | Sajndžargalyn Ňam-Očir | An Čang-im    | Šóhei Óno   |
| B | volný los            | Serhij Drebot          | Rok Drakšič            | Rok Drakšič            | Sajndžargalyn Ňam-Očir | An Čang-im    | Šóhei Óno   |
| B | volný los            | Rišad Arjan            | Husejn Rahimli         | Rok Drakšič            | Sajndžargalyn Ňam-Očir | An Čang-im    | Šóhei Óno   |
| B | volný los            | Rišad Arjan            | Husejn Rahimli         | Rok Drakšič            | Sajndžargalyn Ňam-Očir | An Čang-im    | Šóhei Óno   |
| B | Dmitrij Fedosejenkov | Husejn Rahimli         | Husejn Rahimli         | Rok Drakšič            | Sajndžargalyn Ňam-Očir | An Čang-im    | Šóhei Óno   |
| B | Husejn Rahimli       | Husejn Rahimli         | Husejn Rahimli         | Rok Drakšič            | Sajndžargalyn Ňam-Očir | An Čang-im    | Šóhei Óno   |
| B | volný los            | Sajndžargalyn Ňam-Očir | Sajndžargalyn Ňam-Očir | Sajndžargalyn Ňam-Očir | Sajndžargalyn Ňam-Očir | An Čang-im    | Šóhei Óno   |
| B | volný los            | Sajndžargalyn Ňam-Očir | Sajndžargalyn Ňam-Očir | Sajndžargalyn Ňam-Očir | Sajndžargalyn Ňam-Očir | An Čang-im    | Šóhei Óno   |
| B | volný los            | Edson Madeira          | Sajndžargalyn Ňam-Očir | Sajndžargalyn Ňam-Očir | Sajndžargalyn Ňam-Očir | An Čang-im    | Šóhei Óno   |
| B | volný los            | Edson Madeira          | Sajndžargalyn Ňam-Očir | Sajndžargalyn Ňam-Očir | Sajndžargalyn Ňam-Očir | An Čang-im    | Šóhei Óno   |
| B | Muhammed Al-Karbi    | Neoklis Skurumunis     | Karamatulla Hakimov    | Sajndžargalyn Ňam-Očir | Sajndžargalyn Ňam-Očir | An Čang-im    | Šóhei Óno   |
| B | Neoklis Skurumunis   | Neoklis Skurumunis     | Karamatulla Hakimov    | Sajndžargalyn Ňam-Očir | Sajndžargalyn Ňam-Očir | An Čang-im    | Šóhei Óno   |
| B | volný los            | Karamatulla Hakimov    | Karamatulla Hakimov    | Sajndžargalyn Ňam-Očir | Sajndžargalyn Ňam-Očir | An Čang-im    | Šóhei Óno   |
| B | volný los            | Karamatulla Hakimov    | Karamatulla Hakimov    | Sajndžargalyn Ňam-Očir | Sajndžargalyn Ňam-Očir | An Čang-im    | Šóhei Óno   |
| C | volný los            | Nugzar Tatalašvili     | Nugzar Tatalašvili     | Nugzar Tatalašvili     | Ganbátaryn Odbajar     | Hong Kuk-hjon | Riki Nakaja |
| C | volný los            | Nugzar Tatalašvili     | Nugzar Tatalašvili     | Nugzar Tatalašvili     | Ganbátaryn Odbajar     | Hong Kuk-hjon | Riki Nakaja |
| C | volný los            | Dmytro Kanivec         | Nugzar Tatalašvili     | Nugzar Tatalašvili     | Ganbátaryn Odbajar     | Hong Kuk-hjon | Riki Nakaja |
| C | volný los            | Dmytro Kanivec         | Nugzar Tatalašvili     | Nugzar Tatalašvili     | Ganbátaryn Odbajar     | Hong Kuk-hjon | Riki Nakaja |
| C | Sun Šuaj             | Sun Šuaj               | Sun Šuaj               | Nugzar Tatalašvili     | Ganbátaryn Odbajar     | Hong Kuk-hjon | Riki Nakaja |
| C | Cédric Bessi         | Sun Šuaj               | Sun Šuaj               | Nugzar Tatalašvili     | Ganbátaryn Odbajar     | Hong Kuk-hjon | Riki Nakaja |
| C | volný los            | Mihails Steinbuks      | Sun Šuaj               | Nugzar Tatalašvili     | Ganbátaryn Odbajar     | Hong Kuk-hjon | Riki Nakaja |
| C | volný los            | Mihails Steinbuks      | Sun Šuaj               | Nugzar Tatalašvili     | Ganbátaryn Odbajar     | Hong Kuk-hjon | Riki Nakaja |
| C | Terence Kouamba      | Sami Chouchi           | Sami Chouchi           | Ganbátaryn Odbajar     | Ganbátaryn Odbajar     | Hong Kuk-hjon | Riki Nakaja |
| C | Sami Chouchi         | Sami Chouchi           | Sami Chouchi           | Ganbátaryn Odbajar     | Ganbátaryn Odbajar     | Hong Kuk-hjon | Riki Nakaja |
| C | volný los            | Alejandro Clara        | Sami Chouchi           | Ganbátaryn Odbajar     | Ganbátaryn Odbajar     | Hong Kuk-hjon | Riki Nakaja |
| C | volný los            | Alejandro Clara        | Sami Chouchi           | Ganbátaryn Odbajar     | Ganbátaryn Odbajar     | Hong Kuk-hjon | Riki Nakaja |
| C | volný los            | Ganbátaryn Odbajar     | Ganbátaryn Odbajar     | Ganbátaryn Odbajar     | Ganbátaryn Odbajar     | Hong Kuk-hjon | Riki Nakaja |
| C | volný los            | Ganbátaryn Odbajar     | Ganbátaryn Odbajar     | Ganbátaryn Odbajar     | Ganbátaryn Odbajar     | Hong Kuk-hjon | Riki Nakaja |
| C | volný los            | Musa Moguškov          | Ganbátaryn Odbajar     | Ganbátaryn Odbajar     | Ganbátaryn Odbajar     | Hong Kuk-hjon | Riki Nakaja |
| C | volný los            | Musa Moguškov          | Ganbátaryn Odbajar     | Ganbátaryn Odbajar     | Ganbátaryn Odbajar     | Hong Kuk-hjon | Riki Nakaja |
| C | volný los            | Hong Kuk-hjon          | Hong Kuk-hjon          | Hong Kuk-hjon          | Hong Kuk-hjon          | Hong Kuk-hjon | Riki Nakaja |
| C | volný los            | Hong Kuk-hjon          | Hong Kuk-hjon          | Hong Kuk-hjon          | Hong Kuk-hjon          | Hong Kuk-hjon | Riki Nakaja |
| C | volný los            | Čang Ťi-jip            | Hong Kuk-hjon          | Hong Kuk-hjon          | Hong Kuk-hjon          | Hong Kuk-hjon | Riki Nakaja |
| C | volný los            | Čang Ťi-jip            | Hong Kuk-hjon          | Hong Kuk-hjon          | Hong Kuk-hjon          | Hong Kuk-hjon | Riki Nakaja |
| C | Marcelo Contini      | Marcelo Contini        | Marcelo Contini        | Hong Kuk-hjon          | Hong Kuk-hjon          | Hong Kuk-hjon | Riki Nakaja |
| C | Emmanuel Nartey      | Marcelo Contini        | Marcelo Contini        | Hong Kuk-hjon          | Hong Kuk-hjon          | Hong Kuk-hjon | Riki Nakaja |
| C | volný los            | Étienne Briand         | Marcelo Contini        | Hong Kuk-hjon          | Hong Kuk-hjon          | Hong Kuk-hjon | Riki Nakaja |
| C | volný los            | Étienne Briand         | Marcelo Contini        | Hong Kuk-hjon          | Hong Kuk-hjon          | Hong Kuk-hjon | Riki Nakaja |
| C | volný los            | Damian Szwarnowiecki   | Jaromír Ježek          | Jaromír Ježek          | Hong Kuk-hjon          | Hong Kuk-hjon | Riki Nakaja |
| C | volný los            | Damian Szwarnowiecki   | Jaromír Ježek          | Jaromír Ježek          | Hong Kuk-hjon          | Hong Kuk-hjon | Riki Nakaja |
| C | volný los            | Jaromír Ježek          | Jaromír Ježek          | Jaromír Ježek          | Hong Kuk-hjon          | Hong Kuk-hjon | Riki Nakaja |
| C | volný los            | Jaromír Ježek          | Jaromír Ježek          | Jaromír Ježek          | Hong Kuk-hjon          | Hong Kuk-hjon | Riki Nakaja |
| C | volný los            | Šuchratdžon Farchizade | Šuchratdžon Farchizada | Jaromír Ježek          | Hong Kuk-hjon          | Hong Kuk-hjon | Riki Nakaja |
| C | volný los            | Šuchratdžon Farchizade | Šuchratdžon Farchizada | Jaromír Ježek          | Hong Kuk-hjon          | Hong Kuk-hjon | Riki Nakaja |
| C | volný los            | Josue Deprez           | Šuchratdžon Farchizada | Jaromír Ježek          | Hong Kuk-hjon          | Hong Kuk-hjon | Riki Nakaja |
| C | volný los            | Josue Deprez           | Šuchratdžon Farchizada | Jaromír Ježek          | Hong Kuk-hjon          | Hong Kuk-hjon | Riki Nakaja |
| D | volný los            | Riki Nakaja            | Riki Nakaja            | Riki Nakaja            | Riki Nakaja            | Riki Nakaja   | Riki Nakaja |
| D | volný los            | Riki Nakaja            | Riki Nakaja            | Riki Nakaja            | Riki Nakaja            | Riki Nakaja   | Riki Nakaja |
| D | volný los            | Jake Bensted           | Riki Nakaja            | Riki Nakaja            | Riki Nakaja            | Riki Nakaja   | Riki Nakaja |
| D | volný los            | Jake Bensted           | Riki Nakaja            | Riki Nakaja            | Riki Nakaja            | Riki Nakaja   | Riki Nakaja |
| D | volný los            | Javier Ramírez         | Javier Ramírez         | Riki Nakaja            | Riki Nakaja            | Riki Nakaja   | Riki Nakaja |
| D | volný los            | Javier Ramírez         | Javier Ramírez         | Riki Nakaja            | Riki Nakaja            | Riki Nakaja   | Riki Nakaja |
| D | Eetu Laamanen        | Eetu Laamanen          | Javier Ramírez         | Riki Nakaja            | Riki Nakaja            | Riki Nakaja   | Riki Nakaja |
| D | Hasan Vanlıoğlu      | Eetu Laamanen          | Javier Ramírez         | Riki Nakaja            | Riki Nakaja            | Riki Nakaja   | Riki Nakaja |
| D | volný los            | Martin Thiblin         | Tariel Usenov          | Šarafiddin Baltabajev  | Riki Nakaja            | Riki Nakaja   | Riki Nakaja |
| D | volný los            | Martin Thiblin         | Tariel Usenov          | Šarafiddin Baltabajev  | Riki Nakaja            | Riki Nakaja   | Riki Nakaja |
| D | volný los            | Tariel Usenov          | Tariel Usenov          | Šarafiddin Baltabajev  | Riki Nakaja            | Riki Nakaja   | Riki Nakaja |
| D | volný los            | Tariel Usenov          | Tariel Usenov          | Šarafiddin Baltabajev  | Riki Nakaja            | Riki Nakaja   | Riki Nakaja |
| D | volný los            | Pedro Hebo             | Šarafiddin Baltabajev  | Šarafiddin Baltabajev  | Riki Nakaja            | Riki Nakaja   | Riki Nakaja |
| D | volný los            | Pedro Hebo             | Šarafiddin Baltabajev  | Šarafiddin Baltabajev  | Riki Nakaja            | Riki Nakaja   | Riki Nakaja |
| D | volný los            | Šarafiddin Baltabajev  | Šarafiddin Baltabajev  | Šarafiddin Baltabajev  | Riki Nakaja            | Riki Nakaja   | Riki Nakaja |
| D | volný los            | Šarafiddin Baltabajev  | Šarafiddin Baltabajev  | Šarafiddin Baltabajev  | Riki Nakaja            | Riki Nakaja   | Riki Nakaja |
| D | volný los            | Miklós Ungvári         | Miklós Ungvári         | Miklós Ungvári         | Miklós Ungvári         | Riki Nakaja   | Riki Nakaja |
| D | volný los            | Miklós Ungvári         | Miklós Ungvári         | Miklós Ungvári         | Miklós Ungvári         | Riki Nakaja   | Riki Nakaja |
| D | Tohar Butbul         | Tohar Butbul           | Miklós Ungvári         | Miklós Ungvári         | Miklós Ungvári         | Riki Nakaja   | Riki Nakaja |
| D | Adrian Gandia        | Tohar Butbul           | Miklós Ungvári         | Miklós Ungvári         | Miklós Ungvári         | Riki Nakaja   | Riki Nakaja |
| D | volný los            | Andre Alves            | Andre Alves            | Miklós Ungvári         | Miklós Ungvári         | Riki Nakaja   | Riki Nakaja |
| D | volný los            | Andre Alves            | Andre Alves            | Miklós Ungvári         | Miklós Ungvári         | Riki Nakaja   | Riki Nakaja |
| D | volný los            | Rudolphe Affro         | Andre Alves            | Miklós Ungvári         | Miklós Ungvári         | Riki Nakaja   | Riki Nakaja |
| D | volný los            | Rudolphe Affro         | Andre Alves            | Miklós Ungvári         | Miklós Ungvári         | Riki Nakaja   | Riki Nakaja |
| D | volný los            | Viktor Skvortov        | Sam Van 't Westende    | Alexej Romančik        | Miklós Ungvári         | Riki Nakaja   | Riki Nakaja |
| D | volný los            | Viktor Skvortov        | Sam Van 't Westende    | Alexej Romančik        | Miklós Ungvári         | Riki Nakaja   | Riki Nakaja |
| D | volný los            | Sam Van 't Westende    | Sam Van 't Westende    | Alexej Romančik        | Miklós Ungvári         | Riki Nakaja   | Riki Nakaja |
| D | volný los            | Sam Van 't Westende    | Sam Van 't Westende    | Alexej Romančik        | Miklós Ungvári         | Riki Nakaja   | Riki Nakaja |
| D | volný los            | Mohamed Mohjeldin      | Alexej Romančik        | Alexej Romančik        | Miklós Ungvári         | Riki Nakaja   | Riki Nakaja |
| D | volný los            | Mohamed Mohjeldin      | Alexej Romančik        | Alexej Romančik        | Miklós Ungvári         | Riki Nakaja   | Riki Nakaja |
| D | Adrian Leat          | Alexej Romančik        | Alexej Romančik        | Alexej Romančik        | Miklós Ungvári         | Riki Nakaja   | Riki Nakaja |
| D | Alexej Romančik      | Alexej Romančik        | Alexej Romančik        | Alexej Romančik        | Miklós Ungvári         | Riki Nakaja   | Riki Nakaja |